# 飯塚盈延
飯塚 盈延（いいづか みつのぶ、1902年10月4日 - 1965年9月4日）は、日本共産党党員で特別高等警察のスパイ。「スパイM」とも呼ばれる。変名は松村昇、峰原暁助、天野煕、高瀬正敬。愛媛県出身。

## 人物・生涯
1902年に愛媛県周桑郡小松町（現西条市）に生まれ、1909年尋常小学校に入学。成績が良く天才と呼ばれた。米騒動などをきっかけに日本共産党最初の労働者党員になり、渡辺政之輔が率いていた東京合同組合に身を投じることで労働運動にかかわっていった。その後、若手の労働運動活動家として日本共産党（第二次）の派遣により、モスクワの東方勤労者共産大学（クートヴェ）に留学した（留学中の変名は「フョードロフ」）。しかし留学中共産党に幻滅し、帰国後に検挙され転向したうえで警察のスパイになったとされる。
そして松村（飯塚）はスパイとして党に潜入、非常時共産党時代の共産党で家屋資金局の責任者となり、さまざまな権力挑発的方針を指示した。その後熱海事件で共産党の代表者達を一斉検挙に追いやった。
松村がスパイであることは、同じクートヴェ帰りであった風間丈吉委員長を始めとする党の幹部から全く感づかれることはなく、一般党員も彼の過激な活動方針にほとんど疑いを抱くことなく従っていた。しかし熱海事件前後の一斉検挙後、取り調べや公判などで松村の名が出てこないことに不審をもった党員たちは、彼が警察のスパイではないかと考えるようになった。
熱海事件後は、満州でしばらく兄と建築業を行っていたとされる。なお、1976年10月28日に行われた第78回国会懲罰委員会において、共産党・紺野与次郎衆議院議員は「特高首脳部は、スパイ飯塚盈延に大金を与えて姿をくらませ、その後、飯塚は終生、社会からの逃亡者としての生活を行い、待合に隠れ、北海道と満州を往復し、終戦後偽名で帰国して以来本籍を隠し、偽名を使い続け、元特高らに消されることを恐れ、一室に閉じこもり、昭和四十年酒におぼれて逃亡者として生涯を終えている。しかし、生地の本籍上の飯塚盈延はいまでも生きていることになっています」と発言している。